# Eldfisk
Eldfisk est un gisement pétrolier norvégien, situé en mer du Nord.

## Localisation
Le gisement est situé 16 km au sud de celui, plus important, d'Ekofisk. Il se trouve non loin de la frontière avec le Danemark et la Grande-Bretagne.